# Ordine Nazionale al Merito "Antonio Nariño"
L'Ordine Nazionale al Merito "Antonio Nariño" è un'onorificenza concessa dalla Colombia.

## Storia
L'Ordine è stato fondato il 13 giugno 1942 per premiare il servizio militare meritorio, la dedizione al dovere, le prestazioni eccezionali in formazione o di lavoro del personale e gli atti di coraggio in un'azione armata. L'Ordine è dedicato al politico Antonio Nariño.

## Classi
L'Ordine dispone delle seguenti classi di benemerenza:
- Gran Croce
- Grand'Ufficiale
- Commendatore
- Ufficiale
- Cavaliere
- Membro

| Membro       | Cavaliere       | Ufficiale  |
| Commendatore | Grand'Ufficiale | Gran Croce |

## Insegne
- Il nastro è giallo con bordi gialli, blu e rossi per tutte le classi eccetto quella di Membro il cui nastro è completamente giallo.